# Missy-sur-Aisne
Missy-sur-Aisne es una comuna francesa situada en el departamento de Aisne, de la región de Alta Francia.

## Geografía
Está ubicada a orillas del río Aisne, a 8 km al este de Soissons.

## Demografía
| 297 | 320 | 384 | 522 | 597 | 667 | 699 | 648 |
| Para los censos de 1962 a 1999 la población legal corresponde a la población sin duplicidades (Fuente: INSEE [Consultar]) |     |     |     |     |     |     |     |